# Ariane Ehrat
Ariane Ehrat (ur. 17 lutego 1961 w Szafuzie) – szwajcarska narciarka alpejska, wicemistrzyni świata.

## Kariera
Pierwsze punkty do klasyfikacji generalnej Pucharu Świata wywalczyła 14 stycznia 1979 roku w Limone Piemonte, zajmując trzynaste miejsce w kombinacji. Na podium zawodów tego cyklu po raz pierwszy stanęła 5 lutego 1983 roku w Sarajewie, kończąc rywalizację w zjeździe na trzeciej pozycji. W zawodach tych wyprzedziły ją jedynie jej rodaczka, Maria Walliser i Austriaczka Elisabeth Kirchler. Jeszcze dwa razy stawała na podium zawodów pucharowych: 7 grudnia 1983 roku w Val d’Isère była druga, a 9 stycznia 1985 roku w Bad Kleinkirchheim ponownie trzecia w zjeździe. Najlepsze wyniki osiągnęła w sezonie 1983/1984, kiedy zajęła 22. miejsce w klasyfikacji generalnej, a w klasyfikacji zjazdu była ósma.
W 1985 roku wystartowała na mistrzostwach świata w Bormio, gdzie wywalczyła srebrny medal w zjeździe. Wyprzedziła ją tam tylko inna Szwajcarka, Michela Figini, a drugie miejsce ex aequo zajęła Katharina Gutensohn z Austrii. Był to jej jedyny medal wywalczony na międzynarodowej imprezie tej rangi. Była też między innymi czternasta w tej konkurencji na rozgrywanych trzy lata wcześniej mistrzostwach świata w Schladming. W 1984 roku wystartowała na igrzyskach olimpijskich w Sarajewie, gdzie rywalizację w zjeździe ukończyła na czwartej pozycji. Walkę o podium przegrała tam z Olgą Charvátovą z Czechosłowacji o 0,42 sekundy. Był to jej jedyny start olimpijski.
W 1986 roku zakończyła karierę.

## Osiągnięcia

### Igrzyska olimpijskie
| Miejsce | Dzień     | Rok  | Miejscowość | Konkurencja | Czas biegu | Strata | Zwyciężczyni   |
| ------- | --------- | ---- | ----------- | ----------- | ---------- | ------ | -------------- |
| 4.      | 16 lutego | 1984 | Sarajewo    | Zjazd       | 1:13,36    | +0,59  | Michela Figini |

### Mistrzostwa świata
| Miejsce | Dzień    | Rok  | Miejscowość | Konkurencja | Czas biegu | Strata | Zwyciężczyni   |
| ------- | -------- | ---- | ----------- | ----------- | ---------- | ------ | -------------- |
| 14.     | 4 lutego | 1982 | Schladming  | Zjazd       | 1:37,47    | +1,76  | Gerry Sorensen |
| 2.      | 3 lutego | 1985 | Bormio      | Zjazd       | 1:26,96    | +1,61  | Michela Figini |

### Puchar Świata

#### Miejsca w klasyfikacji generalnej
- sezon 1979/1980: 69.
- sezon 1980/1981: 67.
- sezon 1981/1982: 55.
- sezon 1982/1983: 37.
- sezon 1983/1984: 22.
- sezon 1984/1985: 27.
- sezon 1985/1986: 63.

#### Miejsca na podium w zawodach Pucharu Świata
1. Sarajewo – 5 lutego 1983 (zjazd) – 3. miejsce
2. Val d’Isère – 7 grudnia 1983 (zjazd) – 2. miejsce
3. Bad Kleinkirchheim – 9 stycznia 1985 (zjazd) – 3. miejsce